# Bodil Hoffuens
Bodil Ibsdatter Hoffuens, död 1617, var en dansk kvinna som avrättades för häxeri i Viborg, Danmark. Hennes fall är typiskt för den stora häxjakt som ägde rum i Danmark efter införandet av Trolddomsforordningen af 1617 till 1625, och ovanligt väldokumenterat.

## Bakgrund
Bodil Hoffuens angavs av Karen Andersdatter Føutin, som redan dömts skyldig på Sønderhald Herredsting på Djursland och som med sin dotter då enligt lag ställdes inför landstinget i Viborg, innan dödsdomen kunde verkställas, av länsman Jørgen Skeel, som var särskilt nitisk mot häxor.
Føutin var en tiggare med flera utomäktenskapliga barn som försörjde sig på att sälja trollkonster från gård till gård och ofta hamnade i konflikt, och hon hade öppet erkänt att hon hade sugit blod från Satan, som också sugit hennes blod. Hon angav under förhör Bodil Ibsdatter Hoffuens från Todbjerg norr om Århus, som kallades in för att försvara sig mot ryktet.

## Arrest
Det finns nedtecknat att Bodil Hoffuens försökte undgå arrest. Då hon skulle gripas, bad hennes make henne att hämta en dryck åt de som kom för att arrestera henne, vilket gjorde att hon kunde återvända till huset, där hon låste dörren och sedan hoppade ut genom ett fönster på baksidan. Hennes make försökte sedan försvara henne med yxa innan han övermannades och hon kunde föras bort; han flydde själv strax därpå från hemtrakten. Bodil fängslades sedan på Kalø slott.

## Rättegång
Bodil Hoffuens betraktas som ett typiskt offer för den våg av häxförföljelser som bröt ut i Danmark just 1617, sedan den nya häxlagen hade utfärdats (även om just hennes process ägde rum strax innan), och sedan fortsatte in på 1620-talet. Hon var omkring sextio år gammal, gift och ur den fattiga landsbygdsbefolkningen. Hon var professionellt verksam som klok gumma, och fick betalt för att bota både djur och människor genom naturmedicin och magiska trollramsor.
Precis som andra personer som kunde bota sjukdomar, förmodades hon också ha kraften att framkalla sjukdomar, något hon själv utnyttjade i sin verksamhet för att få sin betalning. När hon var missnöjd med betalningen hotade hon med att den sjukdom hon botat också kunde vändas i motsatsen, och hon blev då trodd. Detta var typiskt när så kallade kloka gummor ställdes inför rätta för häxeri. Det var en affärsmetod som kunde resultera i konflikter om pengar och beskyllningar om att den kloka gumman hade verkställt sitt hot när någon faktiskt blev sjuk.
När den åtalade väl ställts inför rätta, uppmanades vittnen att anmäla sig för att avge eventuella vittnesmål, och infann sig ingen, kunde den åtalade friges. I Bodil Hoffuens fall anklagade en av hennes kunder henne för att ha förhäxat hans kor till döds. Ytterligare ett vittne anklagade henne för att ha gjort hans hustru psykiskt sjuk. Trettio personer vittnade mot henne. Hon beskrevs av flera vittnen som ”den skarpeste troldkvinde, der kunne findes i Jyllands land”.
Själv förklarade hon sig oskyldig. Ingen uppträdde till hennes försvar: det var en tid när åtalade kunde svära sig fria med karaktärsvittnen, och manliga anhöriga som försvarade sina familjemedlemmar hade ofta framgång, men man konstaterade att hennes make själv hade flytt.

## Dom och förhör
Den 19 juli 1617 dömdes hon som skyldig till häxeri. Genom domen blev hon juridiskt "ärelös", vilket innebar att ingenting hon sade därefter gick att lita på. För att kunna förhöra henne om eventuella medbrottslingar, underkastades hon därför tortyr.
Förhörsledarna ville veta vem som hade förhäxat Peter Skriver i Århus. Hon uppgav att hon inget visste. När hon torterades, frågade hon vad de ville veta. När de begärde namn, gav hon namnet på fem kvinnor. Dessa namn godkändes dock inte av förhörsledarna, eftersom kvinnorna ifråga hade särskilt gott rykte. Hon bad då att tortyren skulle upphöra, för att hon skulle kunna ge ett bättre namn. Hon angav sedan borgmästarfrun i Århus. Därefter avrättades hon.
Borgmästarfrun undvek dock avrättning då hon försvarades av sin familj och Bodil i egenskap av dömd häxa inte ansågs kunna ge trovärdiga uppgifter. Senare samma år, i oktober, infördes en ny lag om häxeri, Trolddomsforordningen af 1617, som gjorde häxförföljelser lättare och uppmanade alla lokala ämbetsmän att särskilt uppmärksamma och ingripa mot alla fall av trolldom. Länsman Jørgen Skeel skulle då visa sig tillhöra de mest nitiska på Jylland. Den stora häxjakten i Danmark varade sedan fram till cirka 1625.